# Oleg Zernikel
Oleg Zernikel (ur. 16 kwietnia 1995 w Ałmaty) – niemiecki lekkoatleta kazachskiego pochodzenia specjalizujący się w skoku o tyczce.
Jako jedenastolatek wraz z rodziną przeprowadził się z Kazachstanu do Landau.
W 2014 wywalczył brązowy medal podczas światowego czempionatu do lat 20. Trzy lata później zajął 5. pozycję na mistrzostwach Europy U23 w Bydgoszczy. Czwarty zawodnik halowych mistrzostw Starego Kontynentu oraz uczestnik igrzysk olimpijskich w Tokio (2021).
Złoty medalista mistrzostw Niemiec.
Rekordy życiowe: stadion – 5,87 (24 lipca 2022, Eugene); hala – 5,81 (4 lutego 2022, Berlin).

## Osiągnięcia
| Rok  | Impreza                                 | Miejsce   | Pozycja           | Wynik |
| ---- | --------------------------------------- | --------- | ----------------- | ----- |
| 2011 | Mistrzostwa świata juniorów młodszych   | Lille     | 4. miejsce        | 4,80  |
| 2013 | Mistrzostwa Europy juniorów             | Rieti     | 6. miejsce        | 5,15  |
| 2014 | Mistrzostwa świata juniorów             | Eugene    | 3. miejsce        | 5,50  |
| 2017 | Młodzieżowe mistrzostwa Europy          | Bydgoszcz | 5. miejsce        | 5,40  |
| 2021 | Halowe mistrzostwa Europy               | Toruń     | 4. miejsce        | 5,70  |
| 2021 | Superliga drużynowych mistrzostw Europy | Chorzów   | 3. miejsce        | 5,55  |
| 2021 | Igrzyska olimpijskie                    | Tokio     | 9. miejsce        | 5,70  |
| 2022 | Halowe mistrzostwa świata               | Belgrad   | 9. miejsce        | 5,75  |
| 2022 | Mistrzostwa świata                      | Eugene    | 5. miejsce        | 5,87  |
| 2022 | Mistrzostwa Europy                      | Monachium | 9. miejsce        | 5,50  |
| 2023 | Mistrzostwa świata                      | Budapeszt | el. – 14. miejsce | 5,70  |
| 2024 | Mistrzostwa Europy                      | Rzym      | 3. miejsce        | 5,82  |
| 2024 | Igrzyska olimpijskie                    | Paryż     | 9. miejsce        | 5,70  |
| 2025 | Halowe mistrzostwa Europy               | Apeldoorn | 9. miejsce        | 5,60  |